# NGC 2425
NGC 2425 ist ein offener Sternhaufen im Sternbild Achterdeck des Schiffs. Der Sternhaufen, der am 8. März 1793 von Friedrich Wilhelm Herschel entdeckt wurde, hat einen Durchmesser von circa 5 Bogenminuten. Am Sternhimmel befindet er sich ungefähr zwischen Messier 46 und Messier 47.